# Svatováclavský dub
Svatováclavský dub (také známý jako dub svatého Václava nebo Tisíciletý dub) je považovaný za jeden z nejstarších dubů v České republice. Tento památný strom roste ve městě Stochov nedaleko Kladna.

## Základní údaje

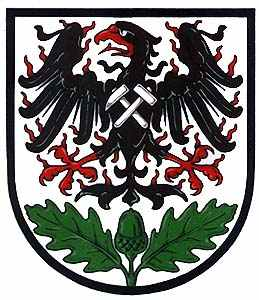
Ratolest památného dubu ve znaku města

- název: Svatováclavský dub, dub svatého Václava ve Stochově, Tisíciletý dub, Masarykův dub[2]
- výška: 15 m[1]
- obvod: 720 cm (1913),[3] 850 cm (1988),[4][1] 873 cm (1992),[4] 879 cm (1994),[3] 880 cm,[5] 782 cm (2003)[3]
- věk: 700-900 let,[3][5][6] 900 let (1902),[7] 1122 let (dle pověsti)
- sanace: opakovaná
- umístění: kraj Středočeský, okres Kladno, město Stochov

Strom roste na náměstí, před kostelem (nadmořská výška 448 m n. m.). Prostor lemuje podezdívka opatřená nízkým plotem.

## Stav stromu a údržba
Silný dutý kmen nese poslední živou větev, zbytky suchých větví jsou staženy lany, kmen zpevňují obruče. Pozůstatky kmene jsou poznamenané i larvami brouků, které se živí tlejícím dřevem. Před 100 lety byla koruna výrazně bohatší, byť už nekompletní (viz historický snímek). Obvodem byl tehdy řazen na 14. místo.
Strom byl několikrát odborně ošetřen.

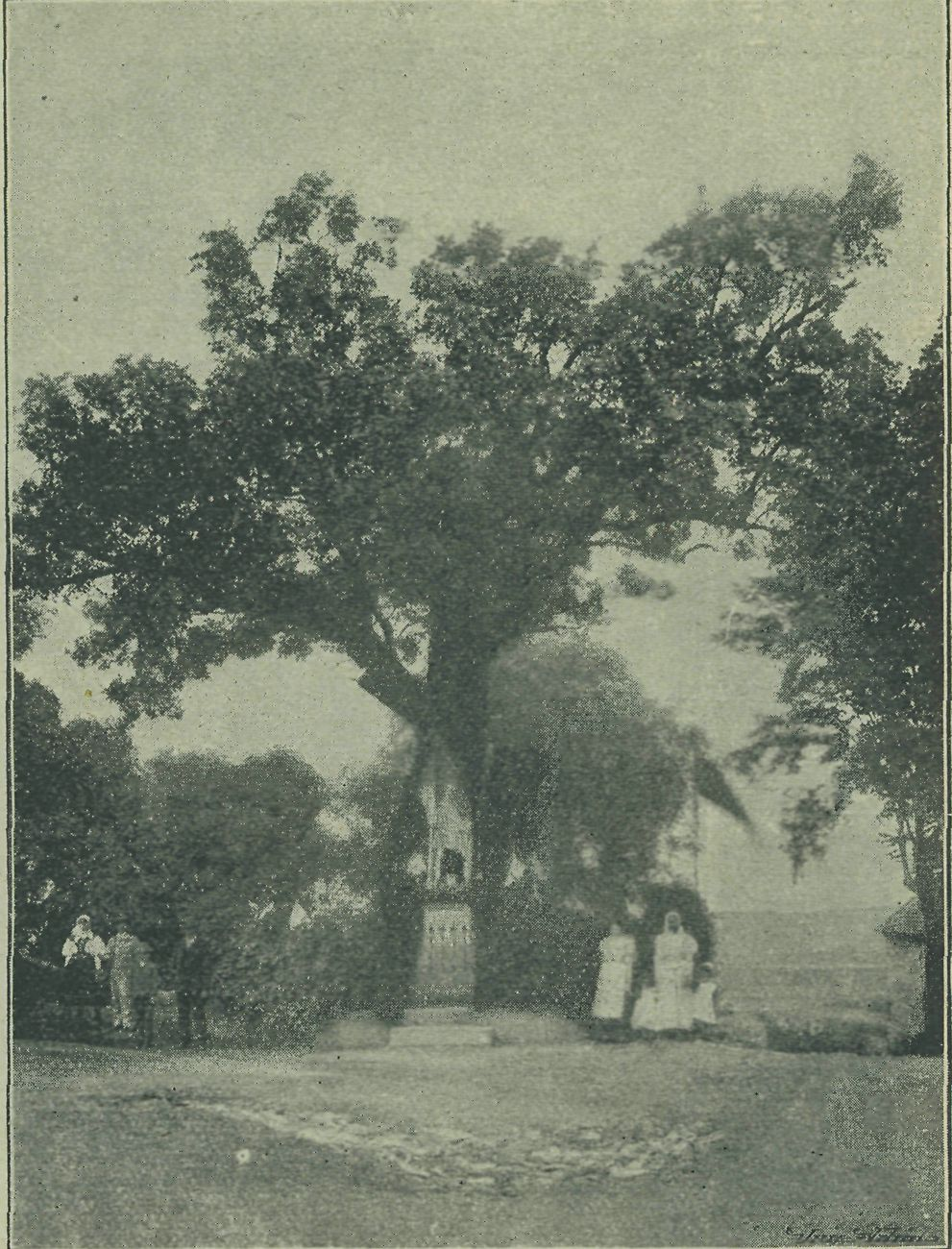
Svatováclavský dub (Jan Vilím, kolem roku 1900)

Podle pověstí by Svatováclavský dub byl starý asi 1100 roků. Současné odhady věku jsou ale střídmější a mluví nejčastěji o 700–900 letech. Některé zdroje uvádějí, že jde vůbec o nejstarší památný strom v republice. Tato informace se vzhledem k odhadům věku některých dalších památných stromů (Vilémovický tis, Pernštejnský tis, Žižkův dub v Náměšti a další) jeví jako nepravděpodobná (není ověřitelná). Jiní autoři předpokládají, že památné duby, jejichž věk se podle pověstí pohybuje kolem 1000 let, by ve skutečnosti mohly být nástupci původních stromů.

## Historie apověsti

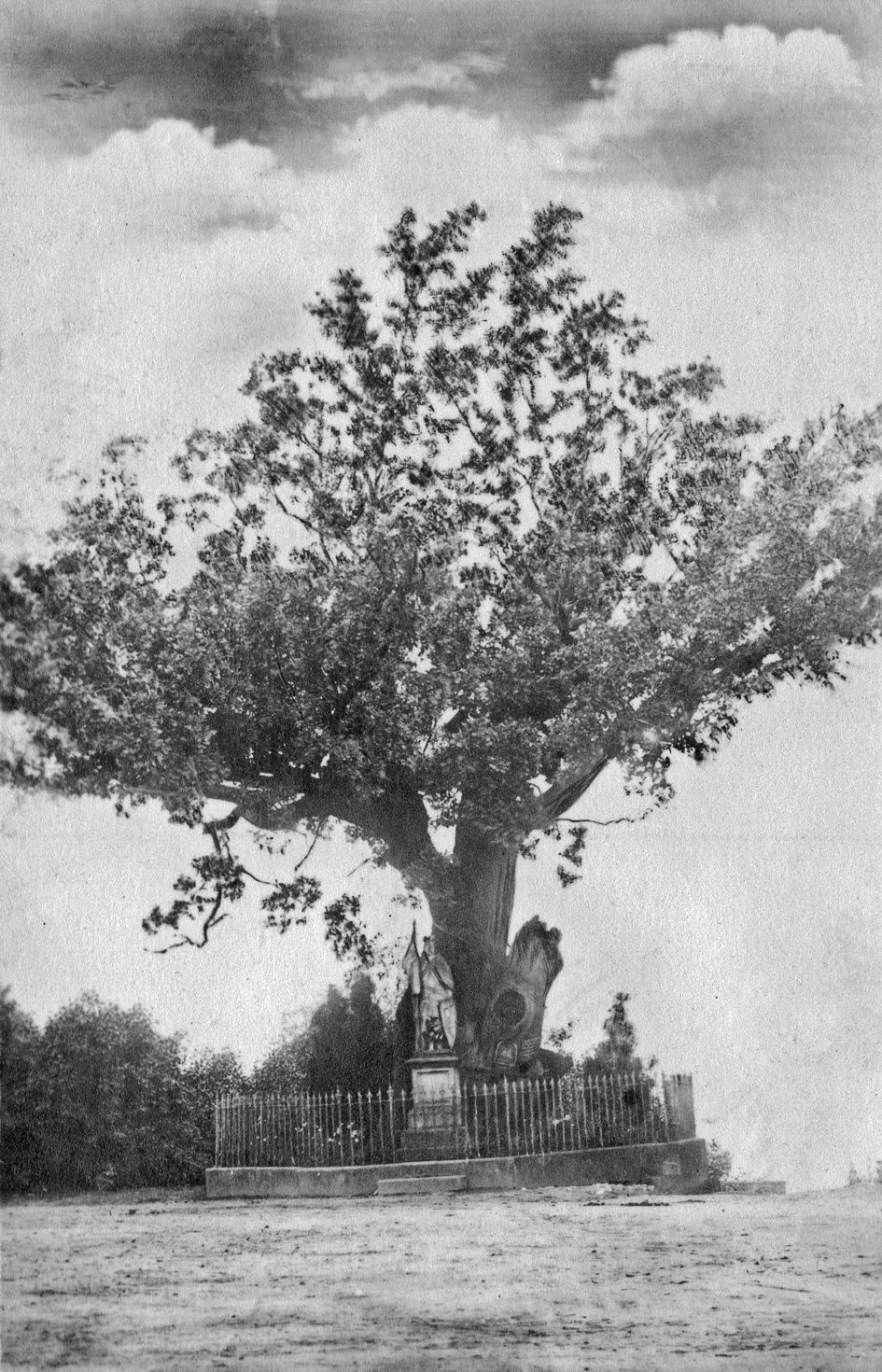
Svatováclavský dub (zhruba 1930–1940, zřejmě retuš horních větví)

V místě současného Stochova podle pověsti stávalo před tisíci lety hradiště českých knížat, uváděné Hájkovou kronikou k roku 870. Podle pověsti kněžna Ludmila roku 903, když se narodil její prvorozený vnuk Václav, vysadila dub v rohu hradního nádvoří. Byla sice křesťankou, ale ctila i staré tradice, ke kterým vysazování stromu na počest narození dítěte patřilo. Strom prý zalévaly chůvy vodou, ve které koupaly malého Václava.
V roce 1887 byl před strom umístěn podstavec s pískovcovou sochou sv. Václava, která je na místě k vidění dodnes.
Text na tabulce uvádí:
„Tenhle dub byl zasazen v r. 903 sv. Ludmilou při narození sv. Václava ve hradě, který tu kdysi stával. Dub má 8,5 m v obvodu.“
Jiné pověsti hovoří o tom, že strom vysadil strážný, nebo ovčák, který tudy vodil stádo.

## Významné a památné stromy v okolí
- Buk v Mšeckých Žehrovicích neboli Džbánský buk (5,0 km sz.)
- Dub v Novém Strašecí (4,4 km z.)
- Duby na Kopanině (Smečno, 5,2 km sv., 12 stromů)
- Duby v Mšeckých Žehrovicích (5,8 km sz., 4 stromy)
- Jasan sv. Isidora (Nové Strašecí, 4,3 km z.)
- Jasan u Turyňského rybníka (5,1 km vjv.)
- Lípa Svatopluka Čecha (Lány, 2,4 km jjz.)
- Lípa v Novém Strašecí (4,3 km j.)
- Lípy v Ledcích (6,0 km ssv., 2 stromy)
- Mrákavský dub (Kamenné Žehrovice, 5,9 km vjv.)
- Novostrašecké buky (5,2 km z., 2 stromy)
- Rynholecká lípa (3,2 km jz.)
- Stochovský klen (550 m j.)